# Boris Palmer
Pour les articles homonymes, voir Palmer.
Boris Palmer, né le 28 mai 1972 à Waiblingen (Bade-Wurtemberg), est un homme politique allemand, ancien membre du parti Alliance 90/Les Verts.

## Biographie
Il est un fils du pomologue Helmut Palmer (1930-2004), qui a connu une certaine notoriété sous le nom de "rebelle de Remstal" comme candidat indépendant lors de nombreuses élections municipales dans le Bade-Wurtemberg.
À partir de 1993 il étudie l'histoire et les mathématiques à l'Université Eberhard Karl de Tübingen, et rejoint les Verts en 1996.
Diplômé en 1999, il travaille comme assistant scientifique pour les Verts au Bundestag, puis se fait élire député au Landtag de Bade-Wurtemberg en 2001, devenant porte-parole du parti pour les questions touchant à l'environnement et aux transports.
Il se présente à l'élection municipale de 2004 à Stuttgart et finit troisième au premier tour en recueillant 21,5 % des voix. Il se retire en appelant implicitement à voter pour Wolfgang Schuster à la condition que celui-ci, une fois élu, tienne un référendum sur le projet ferroviaire Stuttgart 21,auquel Palmer est opposé.
Réélu au Landtag en 2006, il se présente à l'élection municipale de Tübingen en 2006 et l'emporte avec 50,4 % des voix. Il démissionne alors de son mandat de député en janvier 2007. Lors de l'élection du 19 octobre 2014, Palmer est réélu avec 61,7% des voix au premier tour de scrutin, son adversaire Beatrice Soltys obtenant 33,2% des voix. Environ 66 000 Tubinguois furent admis à voter. Le taux de participation fut de 55 pour cent. Lors de l'élection du 23 octobre 2022, Palmer est réélu avec 52,4% des voix au premier tour de scrutin .
Palmer appartient à la mouvance des « Realos », écologistes pragmatiques et positionnés plus au centre que les Verts historiques.
En juin 2014, il se fait remarquer par une tribune critique envers François Hollande publiée dans le quotidien Die Zeit. « Apprendre de Hollande, c’est apprendre à perdre » dit-il.
Palmer défend une position minoritaire au sein des Verts concernant la politique des réfugiés,,. Début août 2015, il exige de son parti « du réalisme dans le débat sur les réfugiés ». En raison du grand nombre de réfugiés et des « capacités d'accueil surchargées », il est, selon lui, nécessaire d'entreprendre l'expulsion des demandeurs d'asile déboutés et de redéfinir les pays d'origine sûrs. Il faut se demander « si les gens qui viennent chez nous pour des raisons économiques, ou qui viennent à nous par simple besoin, ont la même raison de trouver refuge chez nous que les gens qui fuient la guerre. Et je pense que la réponse est non. » Lors de la crise migratoire en Europe en 2015, Palmer déclare également que l'Allemagne « n'a pas de place pour tout le monde », et que si nécessaire des appartements doivent être réquisitionnés pour accueillir les réfugiés. Il condamne aussi le fait de verser des prestations en espèces au lieu de prestations en nature dans les centres d'accueil, car cela conduirait à une augmentation du nombre de réfugiés des Balkans.
Sa demande en octobre 2015 de fermer les frontières extérieures de l'UE, de manière armée si nécessaire, a fait face à des critiques dans son parti, ce qui l'a conduit à s'excuser pour le choix des mots. En février 2016, Palmer réaffirme que les frontières européennes devraient être sécurisées par des clôtures et des gardes-frontières européens.
En mai 2021, il est exclu des Verts par la fédération du Bade-Wurtemberg après un commentaire sur Facebook jugé raciste. Il avait ensuite assuré qu’il maniait l’ironie au sujet de la « cancel culture ».

## Récompenses et distinctions

### Décorations françaises
- Chevalier de l'ordre national du Mérite ; décoration remise le 26 mai 2017[14]